# Chichahua russeola
Chichahua russeola är en insektsart som beskrevs av Young 1977. Chichahua russeola ingår i släktet Chichahua och familjen dvärgstritar. Inga underarter finns listade i Catalogue of Life.